# Нетряний туризм
Нетряний туризм, бідняцький туризм, слам-туризм, гетто-туризм — тип міського туризму, який передбачає відвідування бідних районів. Спочатку зосереджувавшись у нетрях і гетто Лондона та Манхеттена в ХІХ столітті, нетряний туризм зараз популярний у Південній Африці, Індії, Бразилії, Кенії, Філіппінах та Сполучених Штатах.

## Історія

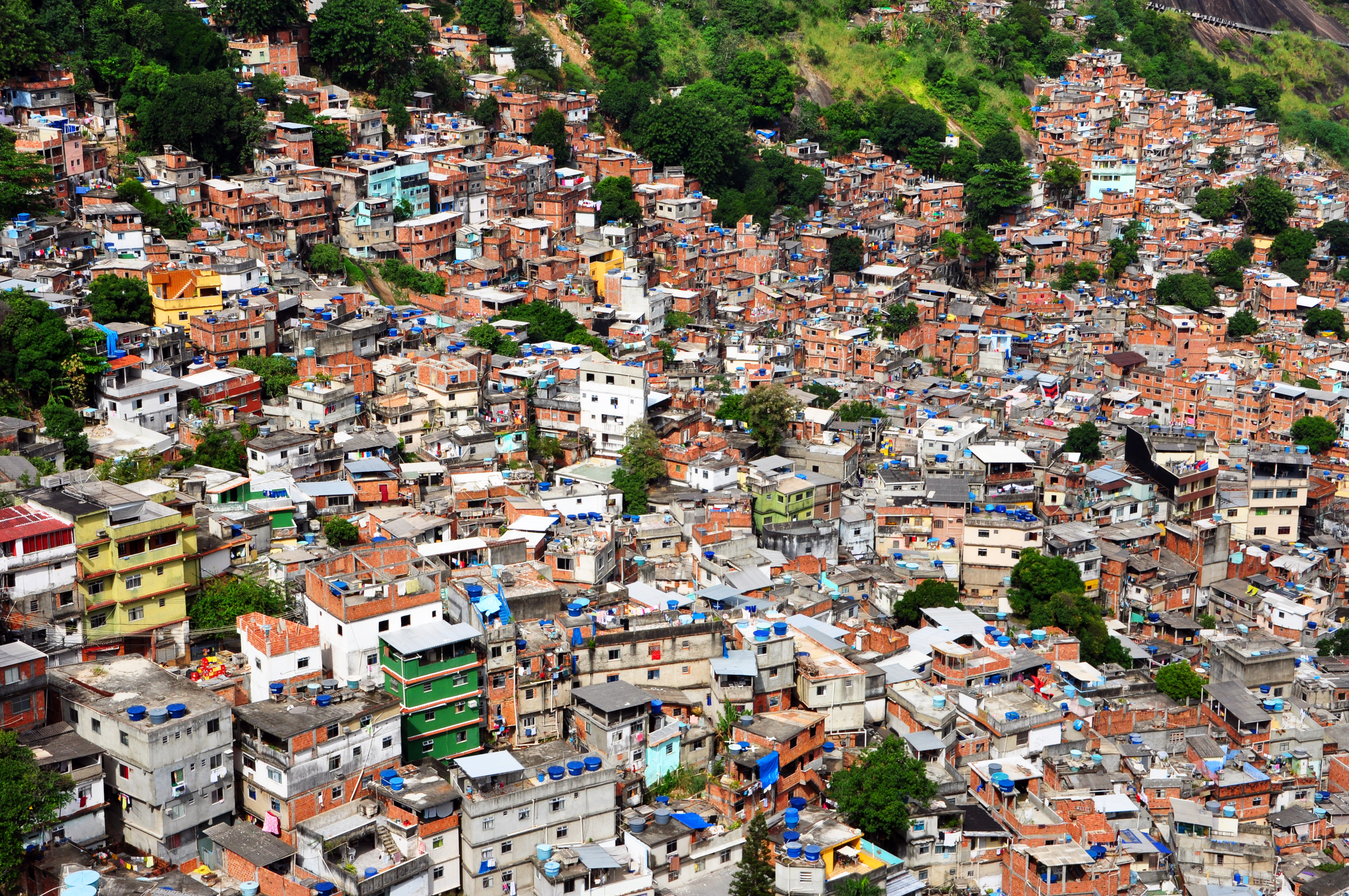
Нетрі на пагорбах (фавела) Росінья в Ріо-де-Жанейро, Бразилія, є відомим місцем для міжнародних туристів у регіоні.

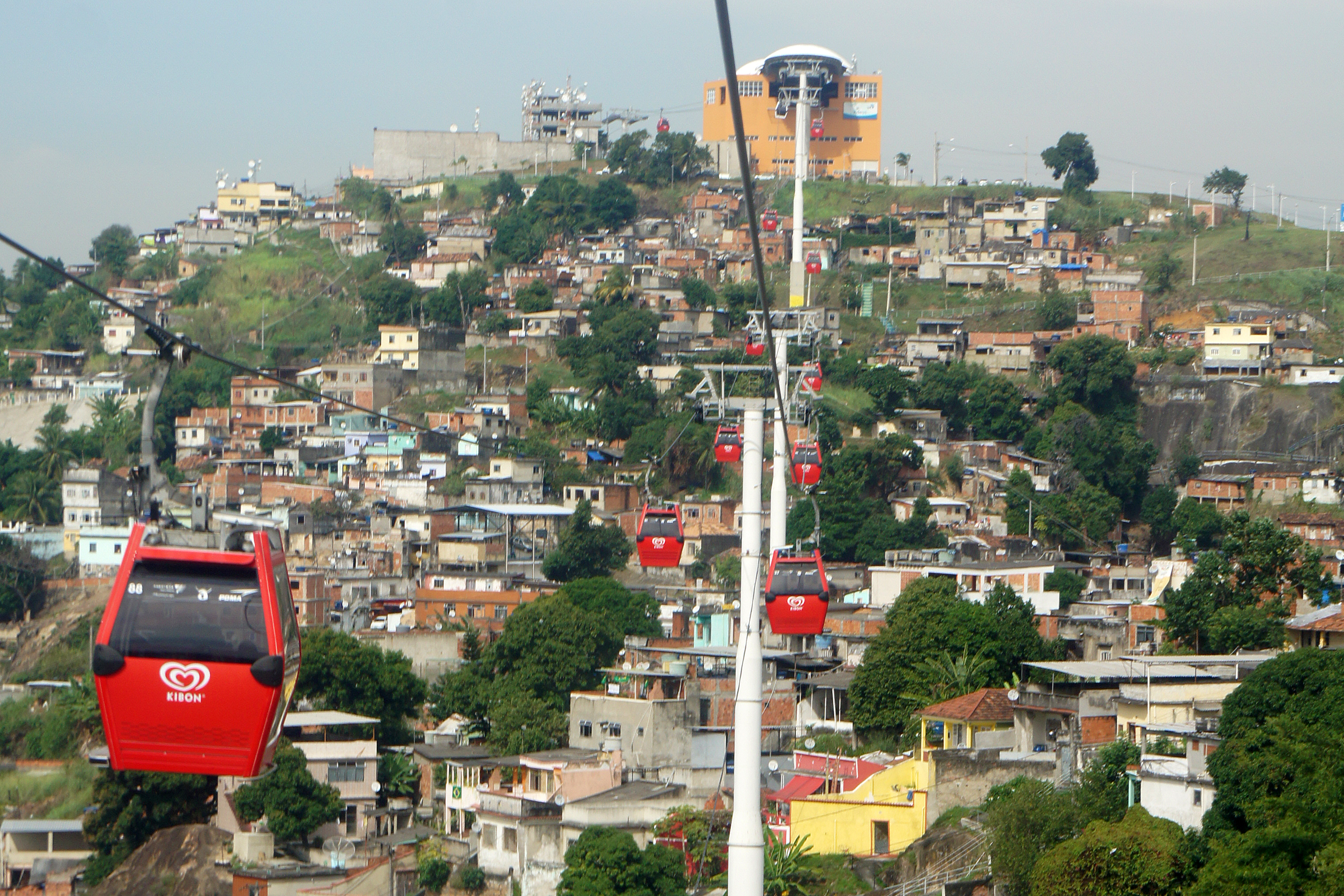
Канатна дорога Complexo do Alemão, Ріо-де-Жанейро. Використовується як для туристів, які подорожують із фавел до ближчої міської залізничної станції, так і для туристів.

Оксфордський словник англійської мови датує перше використання слова slumming 1884 роком. У Лондоні люди відвідували нетрі, такі як Вайтчепел або Шордіч, щоб спостерігати за життям людей в такій соціально-економічній ситуації. До 1884 року багатші люди Нью-Йорку почали відвідувати Бауері та Файв Пойнтс, Манхеттен на Нижньому Іст-Сайді — квартали бідних іммігрантів.
У 1980-х роках у Південній Африці, темношкірі жителі організовували екскурсії по містечках, щоб розповісти білим у місцевих органах влади про те, як живе темношкіре населення. Такі тури приваблювали міжнародних туристів, які хотіли більше дізнатися про апартеїд.
Гетто-туризм вперше дослідив у 2005 році Майкл Стівенс у культурно-критичному журналі PopMatter. Гетто-туризм включає в себе всі форми розваг — гангста-реп, відеоігри, фільми, телебачення та інші форми, які дозволяють споживачам пересуватися в центрі міста, не виходячи з дому. У 2002 році Філадельфія почала пропонувати екскурсії занепалими міськими кварталами. Після урагану Катріна були запропоновані екскурсії до спустошеного повінню Нижнього Дев’ятого району, відомого жорстокого та бідного району Нового Орлеана. The Wire Tour — це екскурсія нетрями Балтімора.
До виходу фільму "Мільйонер з нетрів" у 2008 році Мумбаї був туристичним центром нетрів.
У грудні 2010 року в Брістолі відбулася перша міжнародна конференція з туризму в нетрях. Була створена соціальна мережа людей, які працюють у сфері туризму в нетрях або пов'язані з ним.

## Розташування
Бідняцький туризм в основному здійснюється в міських районах країн, що розвиваються, найчастіше його називають за типом районів, які відвідують:
- Міський туризм: у Південній Африці та Намібії після апартеїду. Через наслідки апартеїду та расової сегрегації південноафриканські поселення все ще помітно розділені на заможні, історично білі передмістя та бідні містечка.
- Туризм фавел: в Бразилії.[7]
- Індія: різні місця, зокрема Дхараві в Мумбаї, як зображено у фільмі «Мільйонер з нетрів».[8]
- Соціальний або релігійний поділ: Нью-Йорк, Північна Америка та Белфаст, Північна Ірландія.[9]
- Подібним чином, після урагану Катріна, бідні райони Луїзіани стали туристичними нетрями в результаті туризму стихійних лих.[10]
- До цього також заохочують прямі чи опосередковані згадки певних напрямків популярними виконавцями. Подорожуйте до певних частин Детройта, зокрема до 8-мильної дороги, відомої роллю, яку відіграв цей маршрут у фільмі з аналогічною назвою 8 миля із Емінемом у головній ролі, або до бульвару Креншоу на півдні Лос-Анджелеса, столичного району, який надихнув ціле покоління новаторських мюзиклів.
- Шарлеруа в Бельгії є ще одним прикладом цього явища в розвиненій країні.[11]

## Критика
Не припиняються дискусії про етичність нетряного  туризму. Його противники кажуть, що знедолені люди стають видовищем для приїжджих, спостереження чужих людей за їх побутом викликає дискомфорт. Прихильники ж відзначають важливість вікна в той реальний світ злиднів і лих, про який забезпечені люди часто забувають. Для населення нетрів — це можливість отримати підтримку, для туристів — надати допомогу нужденним. 